# Proconomma
Proconomma is een geslacht van hooiwagens uit de familie Pyramidopidae.
De wetenschappelijke naam Proconomma is voor het eerst geldig gepubliceerd door Roewer in 1961. 

## Soorten
Proconomma omvat de volgende 2 soorten:
- Proconomma crassipalpis
- Proconomma kahuzi